# 2011年ソウル市長補欠選挙
2011年ソウル市長補欠選挙は、大韓民国の首都であるソウル特別市の首長（市長）を選出するために行われた選挙で、2011年10月26日に投票が行われた。

## 概要
本選挙は、2011年8月26日に当時の李明博政権の与党・ハンナラ党所属の呉世勲ソウル市長（以下、呉ソウル市長）が辞任したことで空白となった後任市長を選出するために行われた補欠選挙で、下半期再補選の一つとして実施された。一地方自治団体の首長選挙であるが、2012年の国会議員総選挙と大統領選挙の行方を占う前哨戦として与野党は早い段階から力を入れ、ハンナラ党公認候補の羅卿瑗と無所属野党統一候補である朴元淳による激しい選挙戦が展開されたが、10月26日の投票の結果、朴元淳が羅卿瑗を大差で制して勝利した。

## 経緯
8月24日、ソウル市内の小中学生に対する無償給食を実施するにあたり、所得制限を設けるか否かが問うための住民投票が実施された。しかし、所得制限を設けることに反対する野党民主党や市民団体が投票ボイコットを呼びかけたこともあり、投票率は住民投票成立に必要な三分の一に達せず無効となり、開票は実施されなかった。
| 投票人数（名）   | 8,387,278 |
| 総投票者数（名） | 2,159,095 |
| 投票率           | 25.7%     |

出典：투표진행상황（投票進行状況）.歴代選挙情報システム
無償給食の全面実施に反対する立場から住民投票を推進し無効となった場合、市長職を辞任することをかねてから表明していた呉ソウル市長は、投票日翌々日の26日に市長を辞任することを正式に表明した。これを受け、補欠選挙投票日である10月26日にソウル市長補欠選挙が行われる運びとなった。

## 選挙日程など
- 10月6日～7日：候補者登録
- 10月13日：選挙期間開始日
- 10月26日：投票日
- 投票時間：午前6時～午後8時[4]
- 人口数：10,330,883名（19歳以上の住民数8,379,172名）

出典：역대 선거정보시스템（歴代選挙情報システム）

## 候補者
10月6日と7日に立候補者登録が行われ、4名が立候補登録した。事実上、ハンナラ党公認の羅卿瑗と民主党など野党を含めた進歩陣営の統一候補となった朴元淳による一騎討ちの構図となった。
| 記号 | 候補者名 | 候補者名 | 年齢 | 党派               | 職業   | 備考                                           |
| 記号 | ハングル | 漢字名   | 年齢 | 党派               | 職業   | 備考                                           |
| ---- | -------- | -------- | ---- | ------------------ | ------ | ---------------------------------------------- |
| 1    | 나경원   | 羅卿瑗   | 47   | ハンナラ党         | 政党人 | ハンナラ党最高委員、ソウル行政法院判事         |
| 8    | 김충립   | 金忠立   | 64   | 基督自由民主党     | 政党人 | 基督自由民主党代表。                           |
| 9    | 배일도   | 裵一道   | 61   | 無所属             | 政治家 | 第17代国会議員、ソウル地下鉄公社労働組合委員長 |
| 10   | 박원순   | 朴元淳   | 55   | 無所属（野党統一） | 弁護士 | 美しい店常任理事、希望製作所常任理事           |

出典：시·도지사선거　후보자 등록상황　（市・道知事選挙候補者登録状況）。歴代選挙情報システム（2011年10月8日閲覧）。
注：金忠立候補（基督自由民主党）は候補者情報公開資料が未提出であるとの理由に因り10月18日に登録無効となった。

### ハンナラ党
9月23日に羅卿瑗議員（党最高委員）が出馬を表明。26日、党公認候補に決定。当初、立候補を予定していた保守系の市民運動家、李石淵弁護士（前法制処長）が28日に不出馬表明したことで保守勢力の統一候補となった。

### 進歩陣営統一候補
当初、ソウル市長選挙はハンナラ党と民主党の候補者同士による一騎討ちが予想されていた。しかし、既存政党とは関わりがない有力候補の出馬でその構図が崩れ、民主党を中心とする野党勢力は韓国市民運動の中心的人物である朴元淳を統一候補として擁立することになった。

#### 朴元淳の出馬表明
8月31日に市長選出馬を模索していることを表明。9月21日、正式に立候補を表明した。若年層から強い支持を集め市長選出馬を検討していた安哲秀ソウル大学校融合科学技術大学院教授が、9月6日に不出馬を表明、同時に朴元淳支持も表明したことで支持率は上昇し、一躍野党陣営の有力候補に躍り出た。世論調査においても、ハンナラ党市長候補である羅卿瑗を大差で上回る結果（朴51.1％、羅32.5％。メディアリサーチ9月7日）が示された。　

#### 民主党
朴元淳が強い支持を集める一方、民主党は有力候補と目されていた韓明淑元国務総理が不出馬表明（9月13日）したこともあり、候補者擁立が遅れたが25日の党大会において朴映宣議員（政策委議長）が選出された。

#### 民主労働党
9月20日の民労党ソウル市党運営委員会にて、単独立候補した崔圭曄（新世界研究所所長）をソウル市長候補に決定。

#### 統一候補予備選
進歩陣営の統一候補を擁立するための選挙は、朴元淳弁護士（希望製作所常任理事）と、民主党市長候補の朴映宣、民主労働党市長候補の崔圭曄の3名によって行われた。
選挙は世論調査、テレビ討論の陪審員評価、一般市民による投票を行い、それぞれ30％、30％、40％の比率で集計し合計支持率が最多となった候補を統一候補とする方式で行われた。9月30日に行われたテレビ討論と、10月1日と2日に行われた世論調査では朴元淳が首位に立ち、3日の一般市民3万人による投票では朴映宣が首位になったものの、テレビ討論と世論調査を含めた総合で過半数の支持を得た朴元淳が、市長選挙における統一候補に決定した。
野圏単一候補予備選結果
朴元淳：52.15％
朴映宣：45.57％
崔圭曄：02.28％

## 選挙結果
即日開票の結果、進歩陣営の統一候補である朴元淳がハンナラ党の羅卿瑗に7％余の差をつけて当選を果たした。なお投票率は48.6％と2010年の前回選挙を下回ったが、広域自治体の再補選ではこれまでで一番高い投票率となった。
- 選挙人数：8,374,067名
- 投票者数：4,066,566名
- 投票率：48.6%（前回投票率53.9%）

出典：투표진행상황（投票進行状況）.歴代選挙情報システム
| 候補者 | 候補者   | 党派               | 新旧 | 得票数    | 得票率 | 当落 |
| 漢字   | ハングル | 党派               | 新旧 | 得票数    | 得票率 | 当落 |
| 朴元淳 | 박원순   | 無所属（野党統一） | 新人 | 2,158,476 | 53.40% | 当選 |
| ------ | -------- | ------------------ | ---- | --------- | ------ | ---- |
| 羅卿瑗 | 나경원   | ハンナラ党         | 新人 | 1,867,880 | 46.21% |      |
| 裵一道 | 배일도   | 無所属             | 新人 | 15,408    | 0.38%  |      |
|        |          |                    |      | 4,041,764 |        |      |

出典：개표진행상황（開票進行状況）.歴代選挙情報システム
選挙結果を地域別（25区）でみた場合、朴候補は21区で勝利、ナ候補はハンナラ党の伝統的支持基盤である江南3地域（江南区、瑞草区、松坡区）と江北の龍山区の4区のみで勝利した。ナ候補が勝利した江南区と瑞草区ではそれぞれ61.33％、60.12％の得票率を記録、朴元淳を大きく引き離した。一方、朴候補は冠岳区、衿川区、麻浦区でそれぞれ62.74％、58.42％、57.66％と高得票を記録したのを初め、江南3地域と龍山区を除くすべてでナ候補を上回った。世代別では、20～40代で朴候補への支持（20代69.3％、30代75.8％、40代66.8％）が高く、50代以上ではナ候補への支持（50代56.5％、60代以上69.2％）が高く現れ、若年層は野党支持、中高年層は与党支持という「若野老与現象」が際だつ結果となった。